# James Jackson
James Jackson (ur. 21 września 1757, zm. 19 marca 1806) – amerykański prawnik, plantator i polityk.

## Życiorys
James Jackson urodził się w 1757 roku w Moreton-Hampstead w hrabstwie Devon w Anglii. W 1772 roku wyemigrował do Ameryki Północnej i osiadł w miejscowości Savannah w obecnym stanie Georgia, gdzie prowadził plantację i praktykę adwokacką. Brał czynny udział w wojnie o niepodległość Stanów Zjednoczonych.
W 1788 roku został wybrany gubernatorem Georgii, jednak odmówił objęcia tego stanowiska.
W latach 1789–1791 podczas pierwszej kadencji Kongresu Stanów Zjednoczonych reprezentował stan Georgia w Izbie Reprezentantów Stanów Zjednoczonych.
W latach 1793–1795 reprezentował stan Georgia w Senacie Stanów Zjednoczonych.
W latach 1798–1801 był gubernatorem stanu Georgia. W 1801 roku powrócił do Senatu Stanów Zjednoczonych, gdzie zasiadał aż do śmierci 19 marca 1806 roku. Zmarł w Waszyngtonie. Został pochowany na Cmentarzu Kongresowym.
Jego syn, Jabez Young Jackson, oraz wnuk, James Jackson, reprezentowali stan Georgia w Izbie Reprezentantów Stanów Zjednoczonych.